# Gordon Banks
Gordon Banks OBE (Sheffield, 30 de dezembro de 1937 – Stoke-on-Trent, 12 de fevereiro de 2019) foi um futebolista inglês que atuou como goleiro, sendo o titular em sua posição na única conquista da Seleção Inglesa na Copa do Mundo FIFA, na edição sediada por seu país, a de 1966, na qual só veio a sofrer gols a partir das semifinais. Considerado um dos maiores goleiros de todos os tempos, o IFFHS nomeou Banks como o segundo melhor goleiro do século XX — ficou atrás do russo Lev Yashin (1.º) e à frente do italiano Dino Zoff (3.º).
Banks conseguiu sobressair e chegar à Seleção Inglesa mesmo sem jamais ter defendido um grande clube, o que não o impedira de conseguir títulos tanto por Leicester City como por Stoke City. Pela Seleção, foi derrotado só nove vezes em 73 partidas. Em seu país, exalta-se o Banco da Inglaterra como uma instituição de reputação sólida, com segurança à prova de falhas, o que inspirou o ditado popular "safe as the Bank of England" ("seguro como o Banco da Inglaterra"). A confiança proporcionada pelo goleiro, por sua vez, renderia uma humorada paródia que também era um reconhecimento: "safe as the Banks of England" ("seguro como o Banks da Inglaterra"). Chegou a ter a carreira interrompida por um acidente que provocou-lhe cegueira em um dos olhos, sem que isso impedisse que a retomasse na estrelada Liga dos Estados Unidos na década de 1970  e fosse eleito o melhor goleiro do campeonato de 1977.
O goleiro teve como lance mais famoso a defesa marcada por impressionante agilidade, usando um leve toque para impedir um gol dado como certo em cabeceio de Pelé, nos primeiros minutos de duelo de Inglaterra e Brasil na Copa do Mundo de 1970. A jogada tornou-se especialmente marcante entre os adversários, com a revista brasileira Placar destacando-a em perfil dedicado a Banks em edição especial publicada em 1999 na qual elegeram-se os cem maiores jogadores do século XX. Banks ficou na 21ª colocação, sendo o segundo entre os ingleses (atrás somente de Bobby Charlton) e o segundo entre os goleiros, abaixo de Lev Yashin.
Banks, porém, dizia que a defesa mais importante da carreira deu-se ao impedir que um pênalti fosse convertido nos minutos finais de uma prorrogação na semifinal da Copa da Liga Inglesa de 1971–72, que representou o primeiro troféu do seu clube na época, o Stoke — clube do qual era desde 2000 o presidente de honra, após o falecimento de outro astro local, Stanley Matthews, a quem substituiu na função. O próprio colega Bobby Moore, logo após Banks espalmar o cabeceio de Pelé, reagiu com humor britânico: "Você está ficando velho, Banksy. Nesses lances você costumava agarrar."

## Carreira

### Início
Banks nasceu em Sheffield, mas ainda na infância se mudou com a família para Catcliffe, local que marcaria uma tragédia para a sua família, pois seu pai abriu uma casa de apostas que custou a vida de seu irmão, morto após uma discussão no local. Em paralelo, jogava já como goleiro pela equipe escolar, chegando a ser convocado à seleção escolar da cidade natal de Sheffield — sua uma primeira desilusão esportiva foi justamente um corte sem maiores explicações que o impediu de defender o selecionado. Revoltado, Banks deixou a escola em 1952 e passou a trabalhar em diversas atividades, de carregador de sacos de carvão e ajudante de pedreiro. Só voltou a jogar regularmente após oferecer-se para defender a equipe amadora de Millspaugh, cujo goleiro não havia comparecido na ocasião.
Tempo depois ele tentou a sorte no Rawmarsh Welfare, mas sem sucesso, estreando com uma avassaladora derrota por 12–2 pela liga de Yorkshire, além de ser derrotado também (por 3–1) em uma segunda chance. Voltou ao Millspaugh e, a despeito dos quinze gols sofridos em duas partidas, foi pinçado por Teddy Davison, que o levou a um clube da terceira divisão nacional, o Chesterfield. Ingressou nos seus juvenis em 1953, recebendo três libras por semana. Ainda como juvenil, disputou a final da Copa da Inglaterra da categoria em 1956, contra o Manchester United de um jovem Bobby Charlton. A estreia no time principal veio em 1959, após cumprir o serviço militar. Em pouco tempo, após menos de trinta jogos pela equipe adulta, recebeu proposta do Leicester, que o levou para as East Midlands.

### Leicester
Banks demorou até a temporada 1960–61 para se firmar na titularidade no novo clube. Foi quando o time alcançou um sexto lugar na primeira divisão e chegou também à final da Copa da Inglaterra, embora a perdesse para o Tottenham. Como o adversário também venceu o Campeonato Inglês, o Leicester classificou-se à Recopa Europeia de 1961–62, chegando às oitavas-de-final. Apesar de eliminado pelo Atlético de Madrid, Banks sobressaiu-se ao defender um pênalti de Enrique Collar em Madrid. A temporada mais especial às "Raposas" seria a seguinte: o clube vivenciou grande fase no inverno mais rigoroso sofrido até então pelos ingleses no século XX, cunhando-se o apelido de "Os Reis do Gelo", "Campeões da Era do Gelo" e "Mágicos das Midlands" para aquele elenco, que ocupava a liderança a oito rodadas para o fim. Banks, inclusive, levava pares diferentes de chuteiras para cada partida, escolhendo a que se adequasse melhor ao estado do gramado.
Em paralelo, o clube também classificou-se para nova final na Copa da Inglaterra, com Banks destacando-se por trinta defesas na semifinal contra o Liverpool, realizada na cidade natal do goleiro, Sheffield, com o goleiro impedindo no minuto final um gol adversário em lance descrito como tão milagroso como o que faria contra Pelé em 1970. Porém, na reta final da liga, após o inverno, o Leicester passou a sofrer com lesões que desfalcavam severamente um elenco pouco numeroso e viu a distância à concorrência diminuir gradualmente conforme os adversários venciam partidas adiadas pelo clima de outrora. Banks foi um dos que se lesionaram e a liderança foi ocupada pela última vez quando faltavam cinco rodadas — as quatro rodadas finais foram todas com jogos fora de casa e o Leicester foi derrotado em todos, terminando em quarto lugar. Foi a última campanha perto de um título que o clube teve até ser campeão pela primeira vez, na temporada 2015–16. Em paralelo, o clube também foi derrotado na decisão da Copa, pelo Manchester United.
Banks admitiria que a sensação ao fim de uma temporada em que o Leicester esteve muito perto de vencer os dois principais troféus domésticos era a de um rebaixamento, mas foi aquele desempenho de 1962–63 que rendeu-lhe suas primeiras convocações à Seleção Inglesa. Na temporada subsequente, o clube enfim conseguiu um troféu a coroar o bom momento vivido no início da década de 1960, ganhando a Copa da Liga Inglesa — por ironia, contra o Stoke City, futura equipe de Banks.

### Stoke City e Estados Unidos
A transferência de Banks ao Stoke City também foi marcada pela ironia, pois foi possibilitada exatamente na temporada seguinte à Copa do Mundo FIFA de 1966, a consagrar Banks mundialmente. O goleiro, porém, já era visto como veterano pelos dirigentes do Leicester City, encantados com o prodígio Peter Shilton, que estreara em maio de 1966 no time principal — quando ainda tinha 16 anos. Banks foi ainda assim vendido por um valor considerado alto para um jogador de 30 anos, 50 mil libras esterlinas, e fez sua estreia pelo Stoke exatamente em duelo contra o ex-clube em 29 de abril de 1967. No Stoke, manteve-se na seleção mesmo vivenciando a briga contra o rebaixamento na temporada 1967–68, na qual o clube também disputou um campeonato nos Estados Unidos sob o nome "Cleveland Stokers", e também na temporada 1968–69.
Na temporada 1969–70, por sua vez, o Stoke fez campanha segura, rondando as primeiras colocações antes de terminar em nono. Banks seguiu firmemente titular da Seleção e a eliminação na Copa do Mundo de 1970 foi bastante creditada à sua ausência por problemas estomacais. Após o torneio, o goleiro passou a vivenciar boas campanhas com o Stoke, sobretudo nas copas nacionais. Os Potters chegaram duas vezes seguidas nas semifinais da Copa da Inglaterra, nas temporadas 1970–71 e 1971–72, nas quais obtiveram, de forma épica, a Copa da Liga Inglesa. Tal campanha constituiu-se de uma maratona de doze partidas, uma vez que seis delas eram jogos-desempate; apenas contra o Manchester United foram necessários três jogos ao invés de um, enquanto a semifinal contra o West Ham precisou de quatro jogos para ser definida. Banks teve seu grande momento nessa fase, ao defender um pênalti batido fortemente nos minutos finais da prorrogação do segundo jogo-desempate. Na decisão, usou de reflexos, frieza e até improviso, como uma defesa com o cotovelo, para possibilitar que o Stoke derrotasse o Chelsea e ganhasse seu primeiro troféu expressivo em 109 anos de história.
Em outubro de 1972, porém, o goleiro sofreu um acidente automobilístico que trouxe diversas microperfurações no olho direito, rendendo-lhe cegueira nesse olho e obrigando-lhe a encerrar a carreira. A tragédia causou comoção internacional, atraindo Eusébio e Bobby Charlton para defenderem o Stoke no amistoso de despedida que o clube proporcionou ao goleiro. Banks seguiu nos alvirrubros como técnico juvenil, até ser convidado em 1977 para atuar na North American Soccer League, o estrelado campeonato dos Estados Unidos. Mesmo sem a visão em um dos olhos, terminou eleito o melhor goleiro daquela temporada na competição, em que venceu a conferência do Atlântico pelo Fort Lauderdale Strikers.

## Seleção Nacional
Atuou pela Seleção Inglesa em 73 partidas entre 1963 e 1972, sendo uma das peças fundamentais na conquista da Copa do Mundo FIFA de 1966 pelo English Team. O mais célebre momento de sua carreira foi na Copa do Mundo de 1970, defendendo uma cabeçada de Pelé (o lance ficou eternizado como "a Defesa do Século". Em 1963, depois que o então goleiro titular Springett tomar uma goleada de 5–2 da França, Alf Ramsey colocou Banks como titular. O goleiro estreou em abril de 1963, numa derrota por 2–1 para a Escócia. Em maio teve boa atuação num amistoso contra o Brasil, um empate por 1–1 que lhe rendeu a efetivação na posição.
Na Copa de 1966, Banks deu ainda mais segurança a uma defesa que já era sólida, sofrendo o primeiro gol apenas na semifinal, num pênalti cobrado por Eusébio, da Seleção Portuguesa, em partida terminada em 2–1. Na final, não teve responsabilidade nos dois gols da Alemanha e sagrou-se campeão com a vitória por 4–2.
Quatro anos depois, na Copa de 1970, o goleiro estava em melhor fase; no entanto, não pôde jogar contra a Alemanha pois havia sofrido um desarranjo intestinal ao beber uma cerveja mexicana apelidada de "vingança de Montezuma".
No ano de 2000, pouco antes do início da demolição do estádio de Wembley original, Banks e Pelé foram ao gramado para uma simbólica cobrança de pênalti (Pelé nunca havia marcado naquele estádio). Trajados formalmente, Pelé chutou, e elegantemente Banks deixou a bola passar.
Em 2005, Banks retirou um dos rins devido a um tumor. No entanto, em dezembro de 2015, anunciou que o outro rim foi diagnosticado com um novo tumor.
| “              | Depois de sair vencedor da Copa do Mundo em 1966 jogando em casa e de fazer aquela defesa em cabeçada do Pelé, tenho confiança para batalhar contra a minha doença! | ” |
| — Gordon Banks | |   |

## Reconhecimento
Foi eleito o Goleiro do Ano pela FIFA em 1966, 1967, 1968, 1969, 1970 e 1971; eleito para o All-Star Team da Copa do Mundo FIFA de 1966; esportista do Ano pelo Daily Express em 1971 e 1972; eleito um dos 1000 Maiores Esportistas do Século XX pelo jornal The Sunday Times; eleito o 21.º Maior Jogador do Século XX pela revista Placar em 1999; eleito o 2.º Maior Goleiro do Século XX pela IFFHS; eleito o 14.º Maior Jogador da História das Copas pela revista Placar em 2006. Em 2004, a FIFA divulgou uma lista elaborada com a supervisão de Pelé, onde figura os 125 maiores jogadores dos primeiros 100 anos da entidade, e Gordon Banks está presente na lista.
Em julho de 2008, Banks recebeu como homenagem do Stoke City a inauguração de uma estátua de bronze em frente ao Britannia Stadium.

## Defesa do Século

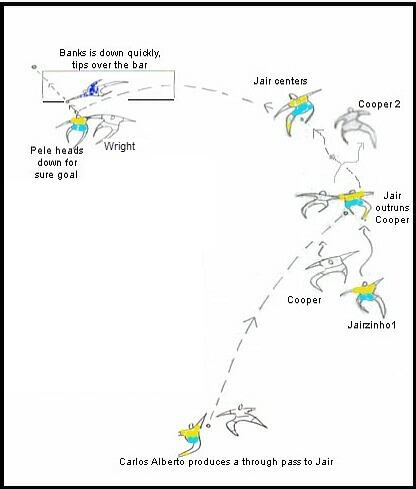
Ilustração da defesa de Banks

No dia 7 de junho de 1970, Brasil e Inglaterra se enfrentaram pelo Grupo 3, na Copa do Mundo FIFA de 1970, em partida realizada no Estádio Jalisco, de Guadalajara. Na jogada mais importante da partida, Jairzinho entrou pela direita, driblou o zagueiro inglês e, na linha de fundo da grande área, cruzou a bola para Pelé, que saltou por trás do defensor, quase parando no ar por instantes, e cabeceou forte, no canto. Pelé chegou a levantar os braços para comemorar o gol, assim como Tostão, mas o mundo assistiu à espetacular defesa do goleiro Gordon Banks. Apesar da plasticidade da defesa e seu reconhecimento mundial, Banks diz que não foi sua melhor defesa, lembrando de um pênalti de Geoff Hurst, do West Ham United, contra seu clube, o Stoke City, em uma semifinal de Copa da Inglaterra de 1972, defendido por ele. A partida foi em 15 de dezembro de 1971, e terminou empatada em 1–1.

## Morte
Lutando contra um câncer nos rins nos últimos anos, Banks morreu no dia 12 de fevereiro de 2019, enquanto dormia em sua residência.

## Títulos
Stoke City
- Copa da Liga Inglesa: 1972

Leicester City
- Copa da Liga Inglesa: 1964

Seleção Inglesa
- Copa do Mundo FIFA: 1966

### Prêmios individuais
- Goleiro do Ano da FIFA: 1966, 1967, 1968, 1969, 1970 e 1971
- Futebolista Inglês do Ano FWA: 1972
- Seleção da Copa do Mundo FIFA: 1966
- Membro do FIFA 100: 2004
- Equipe do Século XX do Campeonato Inglês: 2007